# Valdeverdeja
Valdeverdeja község Spanyolországban, Toledo tartományban. Valdeverdeja Torrico, Villar del Pedroso, Valdelacasa de Tajo, El Gordo és Caleruela községekkel határos. Lakosainak száma 565 fő (2024).

## Népesség
A település népessége az utóbbi években az alábbiak szerint változott:
| Lakosok száma | 777  | 730  | 741  | 720  | 719  | 673  | 598  | 564  | 550  | 565  |
|               | 2001 | 2004 | 2007 | 2009 | 2012 | 2014 | 2017 | 2019 | 2022 | 2024 |